# Lee Falkon
Lee Sima Falkon és una davantera de futbol internacional per Israel des del 2009. Actualment juga a la Bundeslliga d'Alemanya amb el MSV Duisburg.

## Trajectòria
| Temporades    | Club                | Títols             |
| ------------- | ------------------- | ------------------ |
| 07/08         | Bnot Caeserea Tivon |                    |
| 08/09 - 14/15 | ASA Tel Aviv        | 6 Lligues, 3 Copes |
| 13/14         | SC Sand             |                    |
| 14/15         | Brøndby IF          | 1 Lliga, 1 Copa    |
| 15/16 - act.  | MSV Duisburg        |                    |